# Кайрат (Акшийський сільський округ)
Кайра́т (каз. Қайрат) — село у складі Єнбекшиказахського району Алматинської області Казахстану. Входить до складу Акшийського сільського округу.
Населення — 679 осіб (2021; 788 у 2009, 450 у 1999, 552 у 1989).